# Zamek w Międzyrzeczu Ostrogskim
Zamek w Międzyrzeczu Ostrogskim – w XIV w. był własnością książąt Ostrogskich.

## Historia i architektura
W XIV w. założenie to składało się z przedzamku i zamku właściwego. Była to drewniana budowla obronna, w skład której wchodził budynek mieszkalny, budynki gospodarcze oraz zbudowana w 1460 r. cerkiew. W XV w. kniaziowie Wasyl a później jego syn Iwan Ostrogscy przebudowali drewniany zamek na gotyckie, murowane założenie. Zbudowano kamienne mury obronne oraz wały ziemne. W każdym z czterech narożników znajdowała się dwukondygnacyjna, sześcioboczna wieża. Powstałe mury miały 1,5 m szerokości a ich wysokość wynosiła od 5 do 8 m. W południowo-wschodnim narożniku zbudowano budynek gospodarczy przylegający do muru i narożnej baszty. Wjazd na dziedziniec prowadził przez trzykondygnacyjną bramę wjazdową umieszczoną w murze. Na początku XVII w. Janusz Ostrogski zbudował przy cerkwi dwór dla siebie, otaczając całość założenia murami obronnymi zwieńczonymi renesansową attyką. Miasto otoczył wałami ziemnymi z bramami. Fortyfikacja ta wielokrotnie odpierała ataki wrogów w wojnach Rzeczypospolitej z Turkami i Kozakami. Do naszych czasów dotrwały: Brama Zasławska z XVI w., ruiny budynku gospodarczego i mury obronne otaczające całość i pozostała część wyniosłych wałów, która jest zabytkiem twierdz, licznie w tych okolicach wznoszonych przeciwko nabiegom Tatarów, a później Kozaków.
Cerkiew
Stojąca na zamkowym dziedzińcu cerkiew pw. Świętej Trójcy zbudowana została jako obronna przez ks. Konstantego Ostrogskiego w 1454 r. w miejsce wcześniejszej drewnianej, która uległa spaleniu. W 1612 r. książę Janusz Ostrogski podarował cerkiew oo. franciszkanom. Została ona przemieniona na kościół katolicki i dobudowano do niej klasztor, który był opasany murem, broniły go cztery baszty i silna brana wchodowa, należycie w strzelnice opatrzone. Po kasacie zakonu kościół zamieniono na cerkiew. Obecnie oglądać możemy prawosławną cerkiew zamkową.